# Gewaff

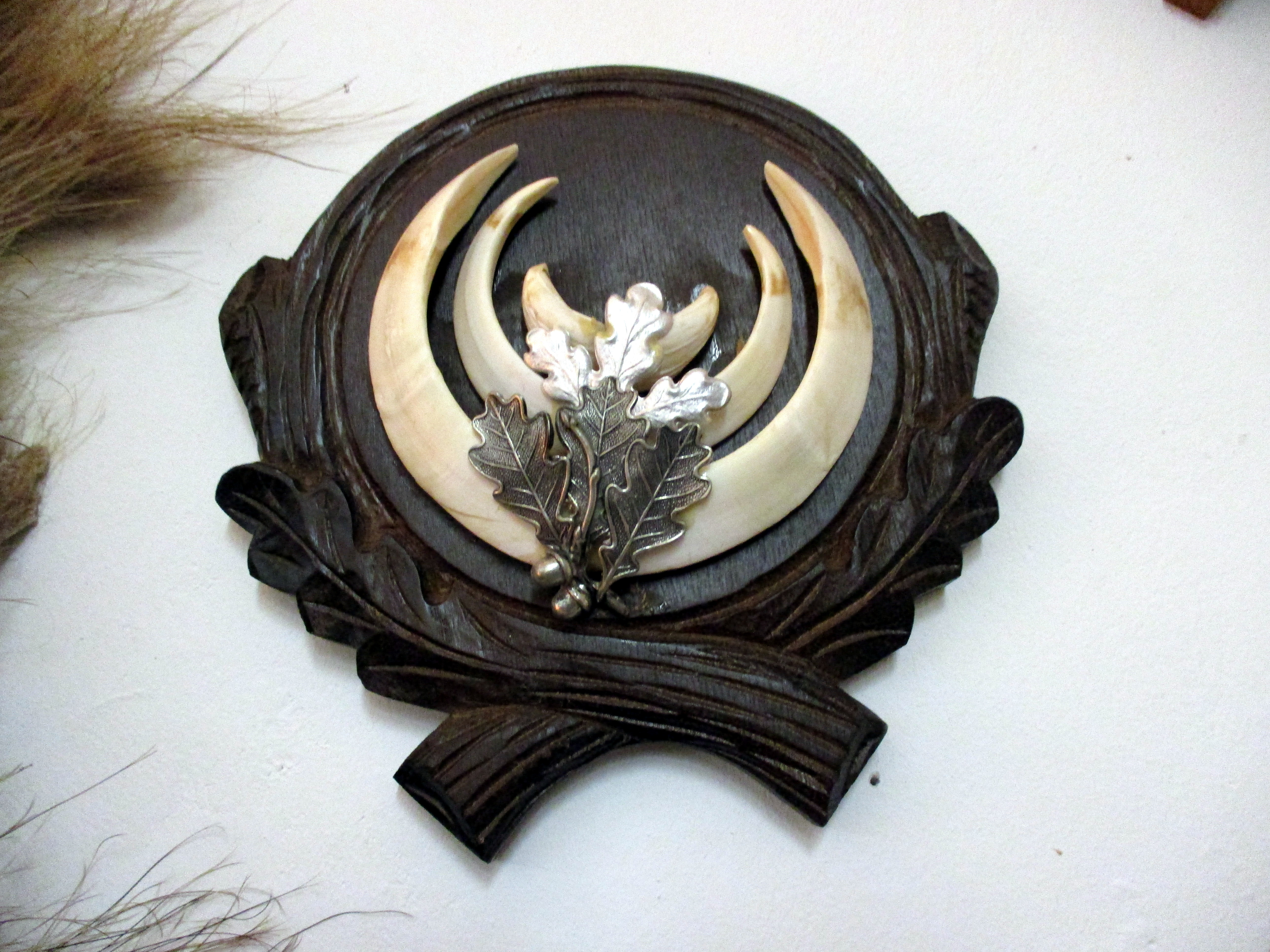
Das Gewaff des Keilers ist eine begehrte Jagdtrophäe.

Der Begriff Gewaff bezeichnet in der Jägersprache die Eckzähne eines Wildschweins. Beim männlichen Wildschwein (Keiler) nennt man die Eckzähne im Oberkiefer Haderer und im Unterkiefer Gewehre, Hauer oder Wetzer; beim weiblichen Wildschwein (Bache) nennt man sie Haken.
Canini (Haderer) wachsen bei männlichen europäischen Wildschweinen von ca. 57 mm bei den Einjährigen auf ca. 171 mm bei den zehnjährigen Tieren nahezu stetig an.
Die Fänge (Krallen) von Greifvögeln werden neben dem Begriff Waffen (von mittelhochdeutsch wāfen mit der Grundbedeutung ‚Kampfgerät‘) ebenfalls als Gewaff bezeichnet.
Seltener wird die Bezeichnung für die Fangzähne von Bär, Wolf und Luchs verwendet.